# Vašek Chvátal

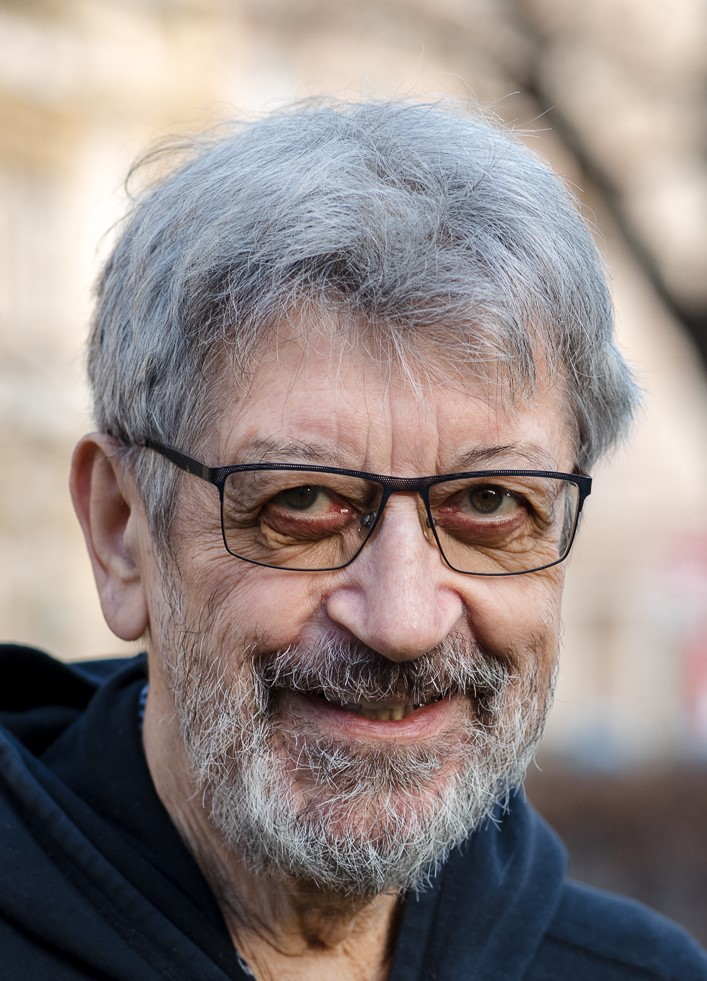
Vašek Chvátal (2020)

Vašek Chvátal (* 20. Juli 1946 in Prag) ist ein tschechisch-kanadischer Mathematiker, der vor allem in der linearen und ganzzahligen Optimierung sowie an graphentheoretischen Problemen arbeitet. Er hat mehrere bedeutende Arbeiten zu perfekten Graphen, zum Hamiltonkreisproblem und zum Problem des Handlungsreisenden und ein Standardwerk zur linearen Optimierung verfasst.

## Ausbildung und Karriere
Chvátal erwarb 1968 sein Diplom in Mathematik und verließ direkt anschließend die Tschechoslowakei, als sowjetische Truppen dort einmarschierten und dem Prager Frühling ein Ende bereiteten. Nach kurzem Aufenthalt in Österreich, wo er sich durch Gelegenheitsarbeiten finanzierte, wechselte er an die University of New Brunswick im Osten Kanadas und anschließend an die University of Waterloo in Ontario, wo er seinen Doktorgrad erwarb. In den 1970er Jahren arbeitete er an verschiedenen Universitäten, unter anderem an der Université de Montréal und in Stanford. Während der folgenden 15 Jahre an der Rutgers University verfasste er zahlreiche bedeutende Artikel und forschte gemeinsam mit David Applegate, Robert Bixby und William Cook am Problem des Handlungsreisenden. Bis zu seiner Emeritierung im Januar 2014 war er Professor für kombinatorische Optimierung an der Concordia University in Montréal.
Von Chvátal stammt die Lösung des Problems der Museumswächter.

## Preise und Ehrungen
- 2007: Frederick-W.-Lanchester-Preis[1]
- 2015: John-von-Neumann-Theorie-Preis

## Schriften
- Vašek Chvátal: Linear Programming. W. H. Freeman and Company, New York, 1983, ISBN 0-7167-1587-2.
- David Applegate, Robert Bixby, Vašek Chvátal, William Cook: The Traveling Salesman Problem: A Computational Study. Princeton University Press, 2007, ISBN 978-0-691-12993-8.
- Vašek Chvátal: Discrete Mathematical Charms of Paul Erdős. A Simple Introduction. Cambridge University Press, 2021, ISBN 978-1-108-92740-6.